# 京都市立市原野小学校
京都市立市原野小学校（きょうとしりついちはらのしょうがっこう）は、京都府京都市左京区静市野中町に所在する公立小学校。

## 沿革
- 1875年（明治8年）4月 - 京都府愛宕郡野中小学校として創立。（現在地）
- 1941年（昭和16年）4月 - 国民学校施行令に伴い、校名を京都府愛宕郡野中国民学校と改称。
- 1946年（昭和21年）11月 - 野中国民学校、静原国民学校を統廃合し、元 興亜訓練道場を校舎として静市野国民学校を設立。（静原口）
- 1949年（昭和24年） - 静市野村の京都市編入に伴い、京都市立静市野小学校と開称し、野中分校として市原・野中地区の全児童を収容。静原分校は静原地区の児童を収容。
- 1951年（昭和26年）4月 - 静市野小学校を廃校し、野中分校を京都市立市原野小学校と改称し独立。（市原と野中の全児童を収容するため、二地域名の頭文字をとって市原野小学校と名付けられた。なお、静原分校は静原小学校となった。）[1]
- 2022年（令和4年）4月 - 静原小学校が廃校となり、市原野小学校へ統合。
- 2025年（令和7年）4月 - 鞍馬小学校が廃校となり、市原野小学校へ統合[2]。

## 通学区域
通学区域は以下の４地域。
- 静市野中町
- 静市市原町
- 皆越地区（市原町に隣接する岩倉木野町・岩倉上蔵町の一部地域）
- 静市静原町（2022年4月から）
- 鞍馬本町（2025年4月から）
- 鞍馬貴船町（2025年4月から）
- 鞍馬二ノ瀬町（2025年4月から）